# Saint-Martin-d’Aubigny
Saint-Martin-d’Aubigny – miejscowość i gmina we Francji, w regionie Normandia, w departamencie Manche.
Według danych na rok 1990 gminę zamieszkiwało 427 osób, a gęstość zaludnienia wynosiła 28 osób/km² (wśród 1815 gmin Dolnej Normandii Saint-Martin-d’Aubigny plasuje się na 489. miejscu pod względem liczby ludności, natomiast pod względem powierzchni na miejscu 229.).